# Unione Sportiva Sassuolo Calcio 2003-2004
Questa pagina raccoglie le informazioni riguardanti l'Unione Sportiva Sassuolo Calcio nelle competizioni ufficiali della stagione 2003-2004.

## Rosa
| N. |                   | Ruolo | Calciatore          |
| -- | ----------------- | ----- | ------------------- |
|    | Italia (bandiera) | D     | Paolo Ardenghi      |
|    | Italia (bandiera) | C     | Alessio Baresi      |
|    | Italia (bandiera) | D     | Emiliano Bernardini |
|    | Italia (bandiera) | D     | Enrico Bonaldo      |
|    | Italia (bandiera) | D     | Luca Buccelli       |
|    | Italia (bandiera) | C     | Luciano Clara       |
|    | Italia (bandiera) | A     | Daniele Federici    |
|    | Italia (bandiera) | P     | Gabriele Giaroli    |
|    | Italia (bandiera) | C     | Cris Gilioli        |
|    | Italia (bandiera) | A     | Luis Landini        |
|    | Italia (bandiera) | C     | Marco Lo Pinto (I)  |
|    | Italia (bandiera) | C     | Michele Malpeli     |

| N. |                   | Ruolo | Calciatore               |
| -- | ----------------- | ----- | ------------------------ |
|    | Italia (bandiera) | D     | Manuel Montipò           |
|    | Italia (bandiera) | A     | Dario Morello            |
|    | Italia (bandiera) | C     | Adriano Pezzoli          |
|    | Italia (bandiera) | D     | Luca Ruopolo             |
|    | Italia (bandiera) | C     | Carlo Alberto Santunione |
|    | Italia (bandiera) | A     | Marco Semprini           |
|    | Italia (bandiera) | A     | Ferdinando Sforzini      |
|    | Italia (bandiera) | A     | Stefano Sgambati         |
|    | Italia (bandiera) | P     | Luca Siringo             |
|    | Italia (bandiera) | P     | Giuseppe Taccogna        |
|    | Italia (bandiera) | A     | Andrea Tedeschi          |
|    | Italia (bandiera) | D     | Francesco Tondo          |